# Batalla de Medina de Rioseco
La batalla de Medina de Rioseco o batalla del Moclín fue una batalla que se produjo en los inicios de la guerra de Independencia española el 14 de julio de 1808 en las inmediaciones de Medina de Rioseco (actualmente en la provincia de Valladolid) que se saldó con la derrota del Ejército español comandado conjuntamente por los generales españoles García de la Cuesta y Joaquín Blake frente al mariscal Jean-Baptiste Bessières.
Esta victoria francesa es una de las que se encuentran escritas en el Arco de Triunfo de París con el nombre de "M. del Rioseco".

## Preliminares
Tras la victoria francesa del 12 de junio en la batalla de Cabezón, una parte de sus tropas entró en Valladolid, evacuada tres días más tarde. Bessières, que no andaba sobrado de efectivos, y ante los informes que recibía relativos a alistamientos, concentración y movimientos de tropas españolas, desembarco de las inglesas, etc., desguarneció Valladolid, lo cual incitó a García de la Cuesta a tratar de recuperar posiciones en la llanura castellana.
Vencido en Cabezón, García de la Cuesta condujo a su hueste hacia el norte de la provincia, a Benavente, donde se le unen los reclutas locales, los leoneses de la Junta del Reino de León y dos regimientos expedidos, a regañadientes, por la Junta asturiana; el Regimiento Covadonga y el Regimiento de Cangas de Tineo. Unos 10 000 soldados de infantería de nuevo cuño, mal reglados, en quienes por su cantidad y calidad no podía fiar las esperanzas de una maniobra ofensiva. La salvación radicaba en el Ejército de Galicia, relativamente importante, dirigido por Joaquín Blake, dependiente de la Junta del Reino de Galicia, para la cual Cuesta despacha a Zayas Chacón. Los políticos gallegos transigieron en enviar a su gente a Castilla, aunque en privado desconfían del capitán general-presidente, razón de que condicionasen la ayuda a la autonomía de mando.
A principios de julio los dos ejércitos se dan la mano en el valle del Bierzo. Cuesta y Blake conciertan un plan de ataque: lanzarse sobre Valladolid para ascender en dirección a Palencia y separar a Lasalle del resto de unidades del Cuerpo de Observación. Bessières, que tiene al corriente al emperador de la agrupación de contingentes españoles, no aparta los ojos del prioritario tramo Burgos-Valladolid, y recibe refuerzos.
Los ejércitos de Galicia y Castilla marchan sobre Valladolid. Los franceses hacen lo propio mirando a Benavente. Cuesta, tan desorientado como Blake, pasa a una veintena de kilómetros de las columnas francesas. Al tiempo que dubita, llama en auxilio a los gallegos, y permanece inmóvil, augurando un inverosímil ataque imperial desde Valladolid, planteamiento secundado por el Ejército de Galicia que se situó en la meseta de Valdecuevas, en tanto que el de Castilla quedó en el llano frente a Rioseco, sancionando el desatino:

(…) la situación de uno y otro Ejército no podía ser más absurda. Uno arriba y avanzado, y el otro abajo y retrasado. Cualquier acción coordinada hubiera sido un auténtico milagro (…) la brecha que dejaban entre sí ambas formaciones será más que una invitación a los franceses para que penetrasen por ella, partiendo en dos a los ejércitos españoles y batiéndolos separadamente.

(…) Divididas en dos trozos, dejan entre ellos los Generales un claro tan considerable, que más bien podrían considerarse contrarias, que unas mismas. Errores, cuyas consecuencias muy luego se experimentan.

## Desarrollo de la batalla

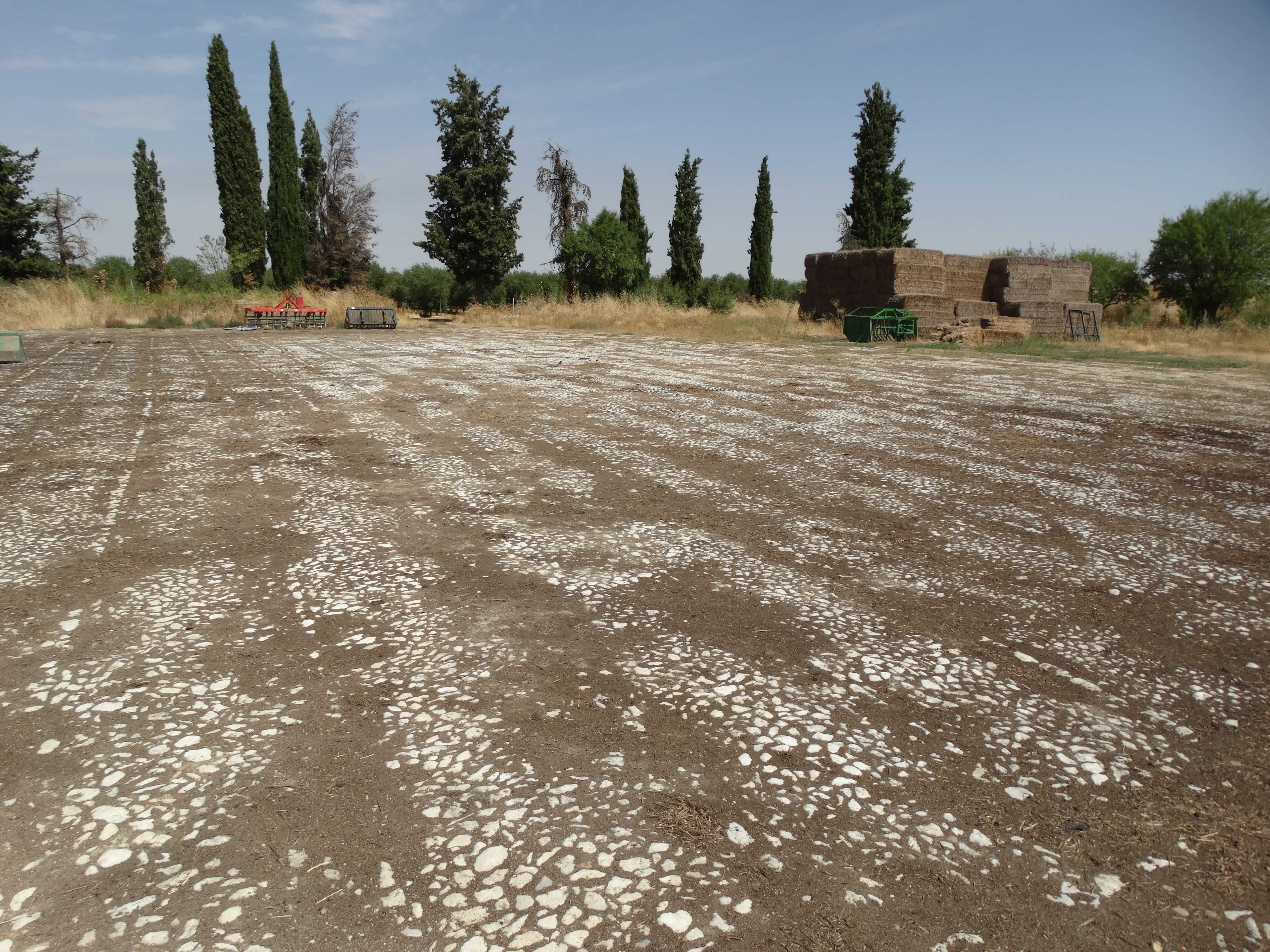
Paraje del Páramo de Valdecuevas, en el término municipal de Medina de Rioseco. Este paraje fue testigo de la batalla de Rioseco entre los ejércitos españoles (Ejército de Galicia) y los franceses.

Enterado del movimiento de las tropas españolas, Bessières organizó un ejército de campaña de unos 14 000 hombres que marchó rápidamente a detener a los españoles. El choque se produjo en Medina de Rioseco, con las tropas españolas divididas en dos partes muy distantes, situadas sin protección en los flancos y con una línea de retirada muy reducida. Bessières decidió atacar por el medio, envolver y aplastar a los gallegos primero y después a los castellanos de Cuesta que, al comienzo de la batalla, habían sido contenidos. La operación fue un éxito francés: Blake perdió cerca de 3000 hombres y toda su artillería, mientras que los franceses sufrieron menos de 500 bajas y aseguraron el camino a Madrid para José I que se había detenido en Burgos. Para el emperador esta batalla suponía la solución definitiva de los asuntos de España, y para el pueblo español, conocer los horrores de la guerra, pues los prisioneros fueron ejecutados y el pueblo de Medina de Rioseco saqueado.

## Consecuencias

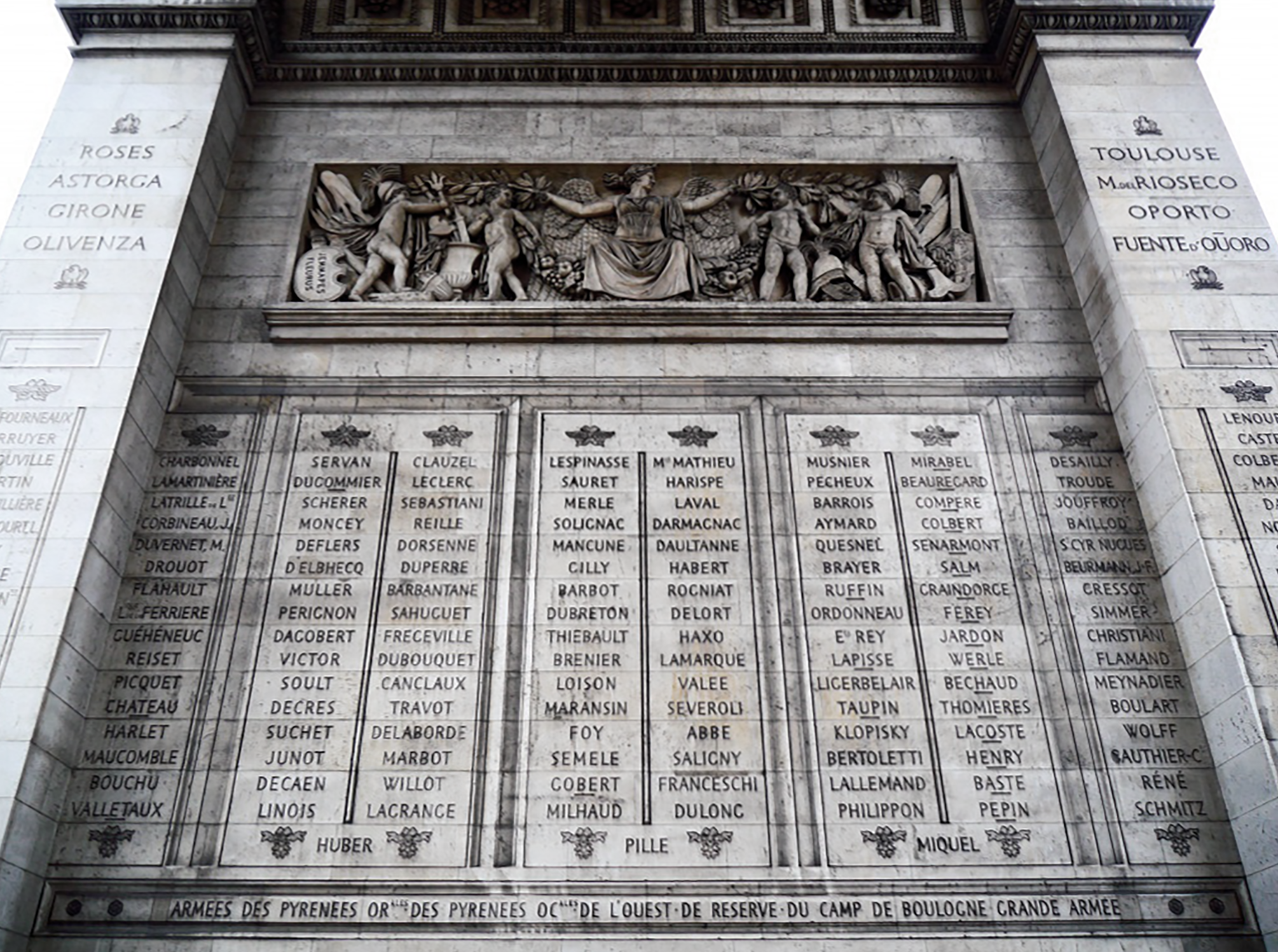
Esta victoria francesa, con el nombre de «M. del Rioseco», es una de las que se encuentran inscritas en el Arco de Triunfo de París (si amplían la imagen la verán en la columna de la derecha, debajo de «Toulouse»).

La derrota española supuso la ocupación de Castilla por las tropas francesas, empezando por las ciudades de Valladolid y de Santander unos días después. Sin embargo, la victoria de Bessières no acaba con la rebelión de Zaragoza, que pronto contagia a Logroño. En Cataluña, las tropas francesas son derrotadas dos veces en el Bruc, mientras que la sublevación de Gerona corta las líneas de suministro con Francia. En Oporto, las tropas españolas devuelven la autoridad a las instituciones portuguesas y prenden a sus hasta entonces aliados franceses. En Andalucía, Dupont sufre la derrota de Bailén cinco días después de Medina de Rioseco (19 de julio) frente a las tropas del general Castaños: la Guerra de la Independencia se extendía a todo el país.

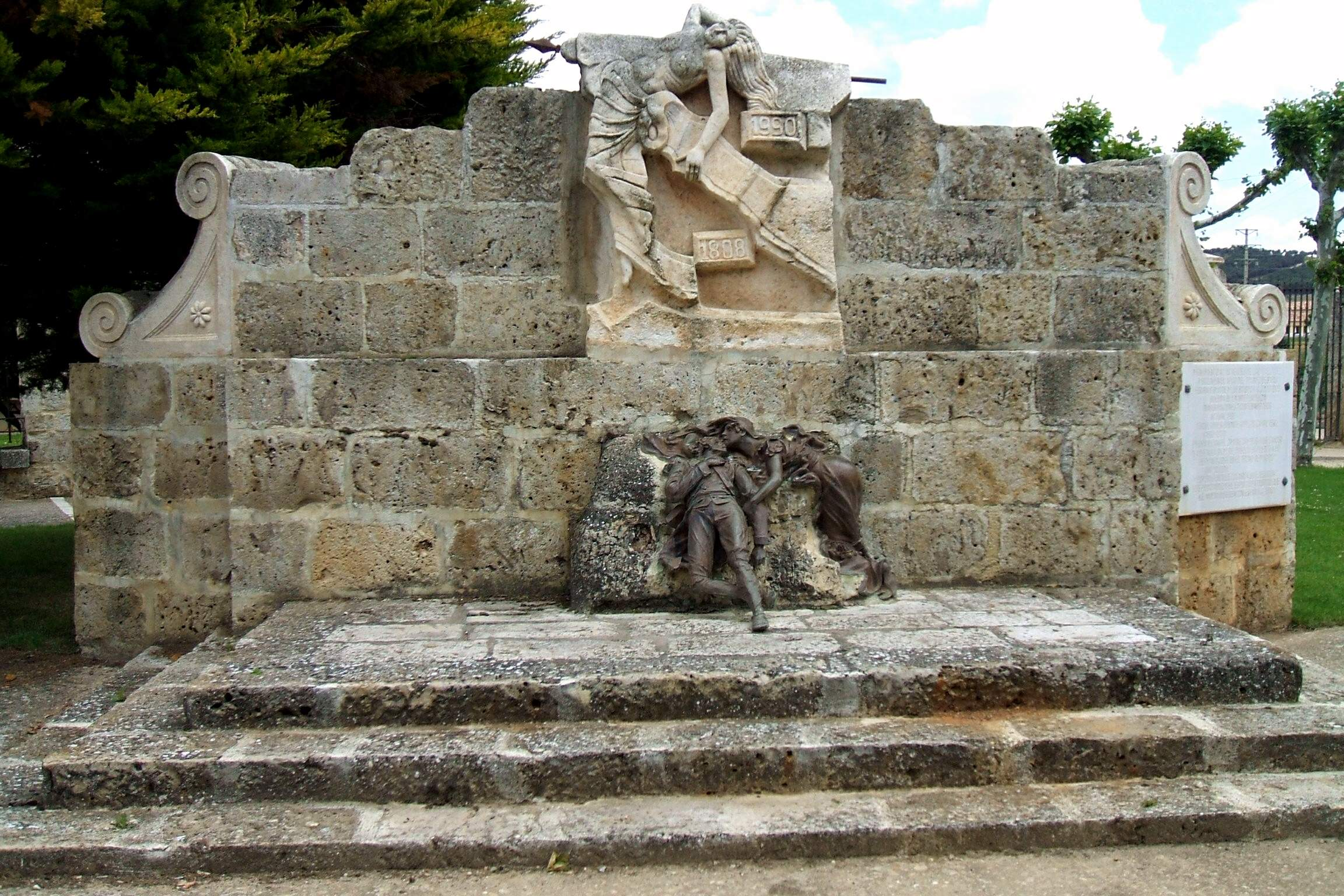
Monumento en Medina de Rioseco a los caídos en la batalla, inaugurado en 1908 y posteriormente reobrado. Bronce del escultor Aurelio Carretero.

## Actos conmemorativos
Desde el año 2003 Medina de Rioseco celebra los actos en honor de los caídos en aquella batalla, con una reconstrucción histórica del combate.
En 2008 se dieron cita en la ciudad más de 600 integrantes de grupos de reconstrucción histórica de toda Europa y Estados Unidos de América. También se realizaron actos militares y civiles conmemorativos.
En el año 2009 se solicitó a la Junta de Castilla y León, la declaración de Bien de Interés Cultural (BIC) para el campo de batalla.